# Schönfels (Lichtentanne)
Schönfels ist ein Dorf zwischen dem sächsischen Vogtland und dem Erzgebirge mit etwa 1230 Einwohnern. Es gehört zur Gemeinde Lichtentanne im Landkreis Zwickau. Hauptsehenswürdigkeit ist die in der zweiten Hälfte des 12. Jahrhunderts erbaute Burg Schönfels. Am 1. Januar 1996 wurde Schönfels in die Gemeinde Lichtentanne eingegliedert.

## Geographie

### Lage
Das Haufendorf liegt etwa 8 Kilometer westlich von Zwickau. Es wird vom Schönfelser Bach durchflossen, welcher 2 km weiter in den Neumarker Bach mündet. Dieser wiederum ist ein Zufluss der Pleiße. Schönfels liegt im Vorerzgebirge, ca. 90 km südlich von Leipzig. Im westlich des Ortes gelegenen Werdauer Wald befindet sich die Landesgrenze zu Thüringen.

### Gliederung des Ortsteils
Schönfels unterteilt sich in die drei Gebiete Altschönfels mit Burg und Gondelteich, Neuschönfels mit Einfamilienhäusern in der Waldnähe und Altrottmannsdorf (landwirtschaftliche Siedlung).

### Nachbarorte
| Gospersgrün      | Thanhof        | Lichtentanne |
| Erlmühle         |                | Stenn        |
| Altrottmannsdorf | Hauptmannsgrün | Ebersbrunn   |

### Gewässer

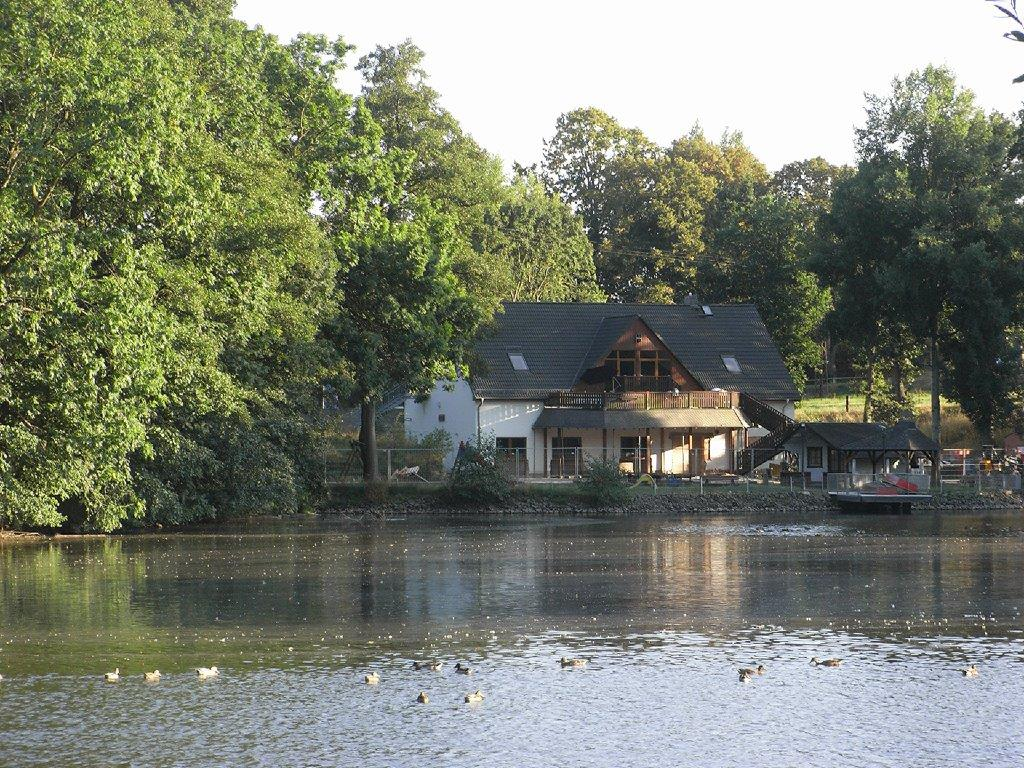
Gaststätte am Gondelteich in Schönfels

In und um Schönfels gibt es zahlreiche Teiche:
- Burgteich (südlich des Ortes am Waldrand)
- Gondelteich (in der Ortsmitte mit Gaststätte, Spielplatz, Bootsverleih und Blick zur Burg, im Winter als Eislauffläche genutzt)
- Talmühlteich (am Ende der Grundstraße in Richtung Gospersgrün)
- Zwirnteich (nordöstlich der Burg nahe dem Liebberg)
- Bassin (im Schönfelser Wald)

Keiner dieser Teiche ist derzeit als Badeteich ausgewiesen.
In früheren Zeiten befanden sich auf der Hofwiese zwischen Neu- und Altschönfels eine ganze Reihe von Teichen (Schöpfteich, Brunnenteich, Erlenteich, unterer, mittlerer und oberer Neuschönfelser Teich), die durch breite Dämme voneinander getrennt waren.
Der Burgteichbach kommt aus Südosten vom Schönfelser Wald und durchfließt Röhren- und Burgteich. Im Gondelteich trifft er auf den Schönfelser Bach, welcher aus Südwesten von Neuschönfels und dem Schönfelser Wald kommt. Der Schönfelser Bach verlässt den Gondelteich durch einen Überlauf am Damm in westlicher Richtung und führt dann zum Plexgrund, wo er den Talmühlteich mit Wasser versorgt. Weiter talabwärts vorbei am Sportplatz geht es bis zum Zusammenfluss mit dem Neumarker Bach auf Gospersgrüner Flur. Kurz darauf, in Steinpleis, wird die Pleiße erreicht. Diese führt über die Weiße Elster zur Saale und weiter über die Elbe zur Nordsee.
Der Name Plexgrund, hergeleitet von Plexe bzw. Pleiße, lässt vermuten, dass früher der heutige Schönfelser Bach als Ursprung der Pleiße galt. Ein dementsprechender Streit wurde aber anders entschieden. Am 3. Mai 1915 bestimmte das Ministerium des Innern, dass der in Ebersbrunn entspringende Bach den Namen Pleiße zu führen habe.

### Berge
Schönfels wird dominiert vom mitten im Ort befindlichen Burgberg, welcher 392 m ü. NN hoch ist. Westlich davon befindet sich in Richtung Gospersgrün der Neuschönfelser Schafberg (368 m ü. NN). Hier finden alljährlich am 30. April Walpurgis-Feiern statt. Im südlich des Ortes gelegenen Schönfelser Wald werden Höhen bis 431 m ü. NN erreicht. Nördlich von Schönfels in Richtung Thanhof ist der 389 m hohe Liebberg zu finden.

## Geschichte

### Historische Ortsnamen

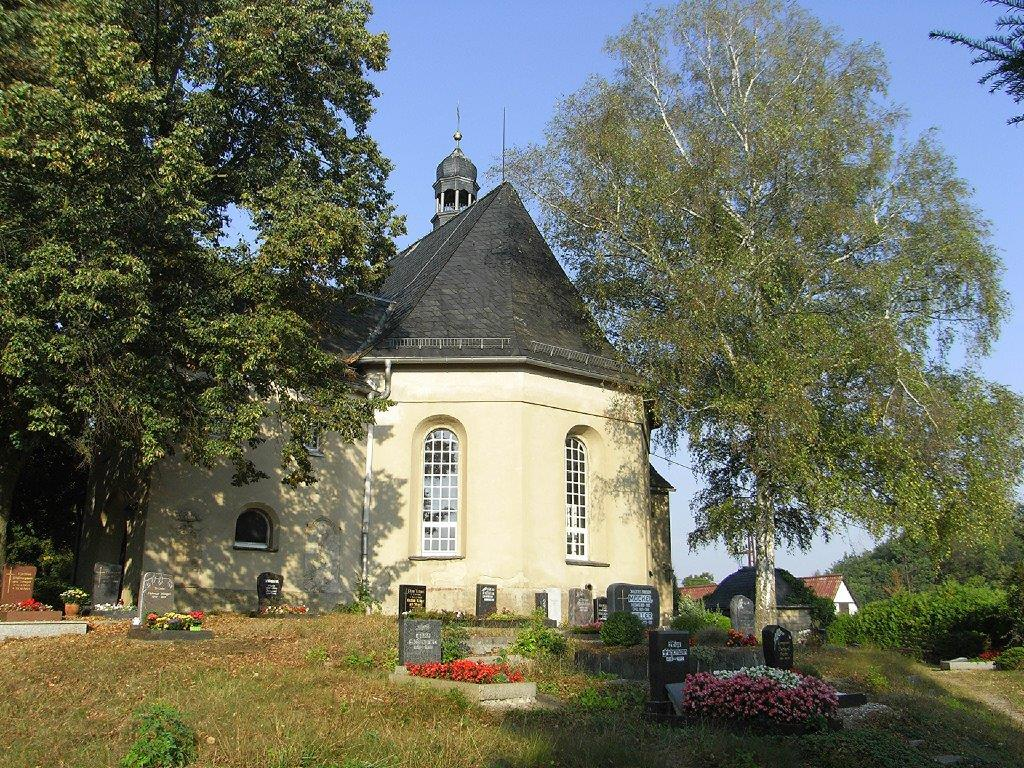
Friedhof und Kirche von Schönfels

| Jahr | Ortsname                               |
| ---- | -------------------------------------- |
| 1225 | de Schoninvels (adliger PN)            |
| 1323 | Schonenfels (PN)                       |
| 1326 | Schonfels (PN)                         |
| 1350 | Schonenfelz (LBFS 2)                   |
| 1359 | Schonenvels                            |
| 1445 | Schonfels                              |
| 1791 | Schoͤnfels, Altschoͤnfelß, Neu Schoͤnfels |
| 1875 | Schönfels (Alt- und Neu-)              |

### Bis zum 19. Jahrhundert

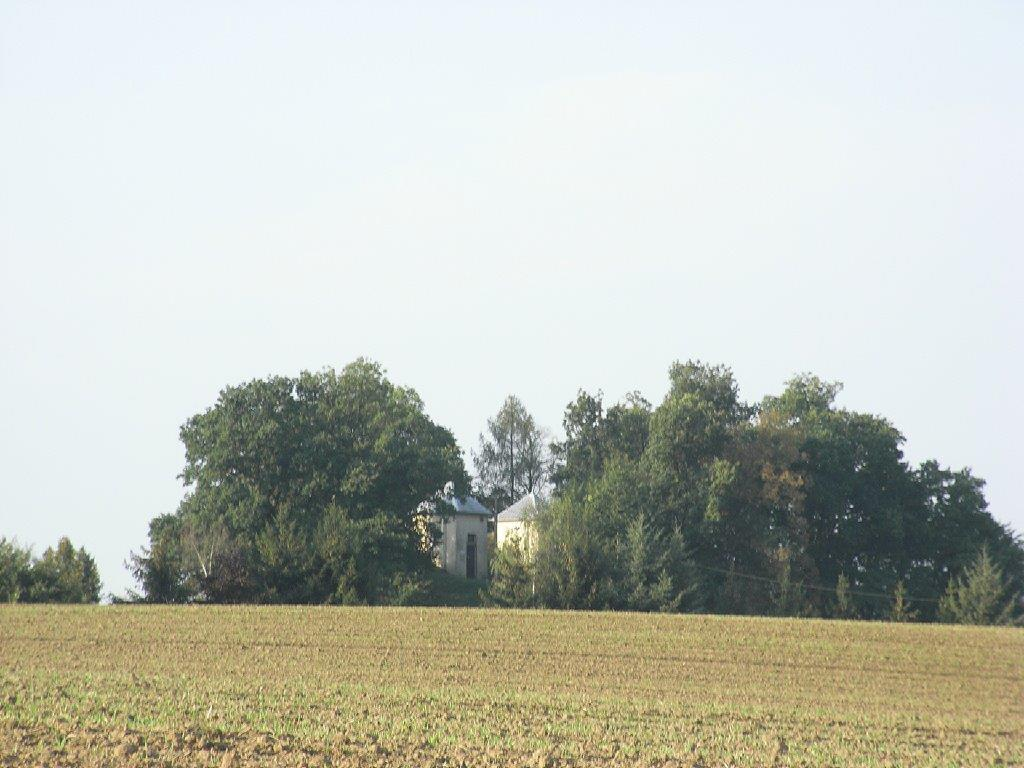
Hochbehälter in Neuschönfels

Schönfels wurde 1225 gemeinsam mit dem 8 km entfernten vogtländischen Neumark erstmals urkundlich erwähnt.
Die ältesten Herren von Schönfels waren die Vögte von Weida und ihre jüngere Linie, die Vögte von Plauen. Mehrfach wechselten die Besitzer. Im Jahr 1494 ging die Burg und Herrschaft an das Weißbach’sche Geschlecht. Wolf von Weißbach starb 1535. Er hinterließ 4 Söhne und es gab Erbschaftsstreit. Daher teilten die Gebrüder von Weißbach 1548 das Erbe und die Gerichtsbarkeit in Alt- und Neuschönfels. Es entstanden zwei Rittergüter. Zum Rittergut Altschönfels gehörten der größte Teil des Pfarrdorfes Schönfels, das Pfarrdorf Stenn (exklusive sechs zu Ruppertsgrün gehörender Häuser), ein Anteil des großen Pfarrdorfes Lichtentanne, ein Anteil des Dorfes Gospersgrün und ein Anteil des Pfarrdorfes Beiersdorf. Zu dem Rittergut Neuschönfels gehörten ein kleinerer Teil von Schönfels, das ganze Pfarrdorf Ebersbrunn, ein Anteil des Dorfes Altrottmannsdorf und der größte Teil des Dorfes Unterneumark.
Die Gemeinderechnungen des Jahres 1553 weisen Ausgaben für das Röhrwasser aus. Schönfels war schon früh durch eine Wasserleitung mit Trinkwasser versorgt. Die alten Holzröhren aus dem Mittelalter wurden 1891 durch eiserne ersetzt, die alten Wasserkästen wichen neuen Druckständern. Während des Dreißigjährigen Krieges wurde der Ort 1618 verwüstet und es gab außerdem viele Pestopfer. Die Einweihung der Kirche St. Martin, die in schwerer Zeit errichtet wurde, erfolgte 1628. Hiob von Milkau verkaufte 1649 Altschönfels an Georg Karl von Carlowitz. Die Carlowitze regierten die Bauern mit harter Hand. Als 1682 in Zwickau die Pest wütete, wurden die Zwickauer Kornmärkte in Schönfels abgehalten.
Geheimrat Gottfried Graf Bose übernahm 1686 den Besitz von Neuschönfels. Georg Heinrich von Bärenstein erwarb 1725 die Burg Schönfels. 1770 gingen Burg und Besitz von Altschönfels bis 1945 an das Geschlecht der Herren von Römer über. 1831 ging der Besitz von Neuschönfels an die Familie Hempel. 1899 übernahm die Familie Uhlig den Besitz von Neuschönfels bis 1945. Schönfels gehörte bis 1856 zum kursächsischen bzw. königlich-sächsischen Amt Zwickau im Erzgebirgischen Kreis. 1856 wurde Schönfels im Gegensatz zum heutigen Gemeindeteil Altrottmannsdorf nicht dem Gerichtsamt Reichenbach, sondern dem Gerichtsamt Zwickau und somit 1875 der Amtshauptmannschaft Zwickau angegliedert, während Altrottmannsdorf zur Amtshauptmannschaft Plauen kam.

### Ab dem 20. Jahrhundert

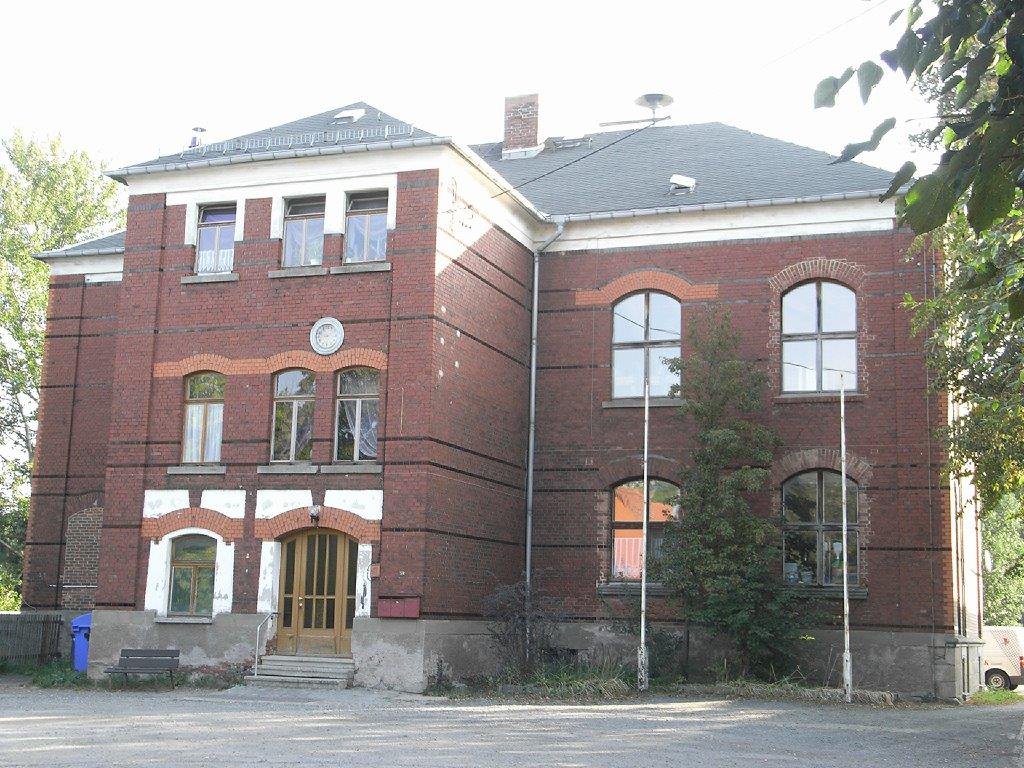
Ehemaliges Schulgebäude von Schönfels aus dem 20. Jahrhundert

Im Jahr 1905 wurde die Schule neu gebaut. Die Gründung der Freiwilligen Feuerwehr erfolgte 1925. Die erste Buslinie nach Zwickau fuhr 1928. Im gleichen Jahr wurden Wasserwerk und Wasserleitung sowie die Straßenbeleuchtung gebaut. Zwischen 1932 und 1935 erfolgte der Bau der Ortsumgehung der damaligen Reichsstraße 2 (heutigen ) zur Entlastung des Ortskernes. Der Dorfteich wurde 1934 und auch noch mal 1986 geschlämmt. Im Jahr 1920 wurden Schönfels und Altrottmannsdorf der Amtshauptmannschaft Werdau zugeordnet. Durch die Auflösung des Verwaltungsbezirks kamen beide Orte im Jahr 1933 an die Amtshauptmannschaft Zwickau, die ab 1939 Landkreis Zwickau genannt wurde.

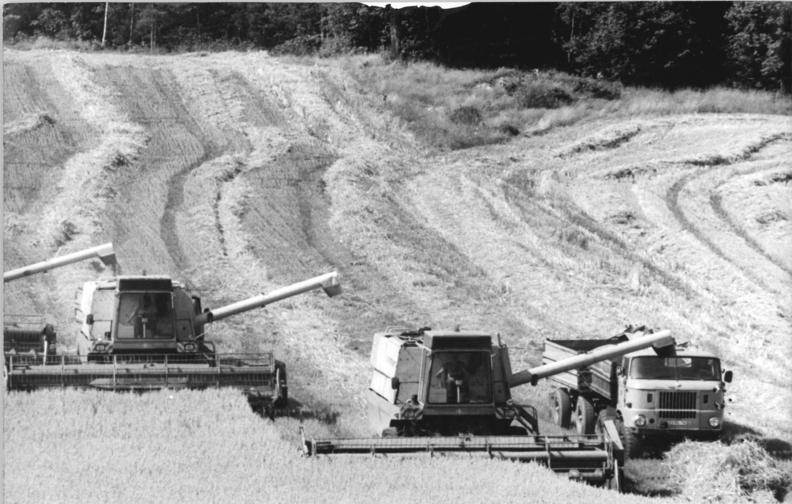
Getreideernte der ehemaligen LPG Pflanzenproduktion Schönfels

Im Zuge der Bodenreform in Deutschland wurden 1945 die beiden Rittergüter aufgelöst. In der Burg und den Gebäuden der Rittergüter wurde Wohnraum für Umsiedlerfamilien geschaffen. Es entstanden 22 Neubauernstellen.
Am 1. Januar 1949 wurde Altrottmannsdorf nach Schönfels eingemeindet. Durch die zweite Kreisreform in der DDR kam die Gemeinde Schönfels im Jahr 1952 zum Kreis Zwickau-Land im Bezirk Chemnitz (1953 in Bezirk Karl-Marx-Stadt umbenannt), der ab 1990 als sächsischer Landkreis Zwickau fortgeführt wurde und am 1994 im Landkreis Zwickauer Land aufging. Die LPG wurde 1953 gegründet. Ab 1960 war Schönfels ein vollgenossenschaftliches Dorf. Danach erfolgte der Zusammenschluss der LPG Schönfels und Altrottmannsdorf. Durch das Zusammengehen mit Genossenschaften anderer Gemeinden entstand eine leistungsstarke Landwirtschaftliche Genossenschaft für Tier- und Pflanzenproduktion. Die Schulturnhalle wurde 1961 gebaut. Ab 1970 erfolgte der Bau der Eigenheimsiedlungen Burgstraße und Siedlerstraße. 1973 begann die Sanierung der Burg, der Ausbau des Museums und der Gaststätte. Zwei Jahre später, 1975, erfolgte die Eröffnung der restaurierten und modernisierten Burg.
1993 begann die Erschließung und die Bebauung des Wohngebietes Am Burgblick. 1995/1996 wurde Schönfels an das Erdgasverbundnetz angeschlossen. Die Inbetriebnahme des Seniorenpflegeheimes fand 1996 statt, es wurde später um den Bereich betreutes Wohnen erweitert. Mit dem Zusammenschluss der Gemeinden Lichtentanne, Schönfels und Stenn wurde Schönfels mit Altrottmannsdorf am 1. Januar 1996 ein Ortsteil der Gemeinde Lichtentanne. Von 2000 bis 2001 wurde die Verbindungsstraße S 282a – neue Waldstraße – gebaut. Am 1. April 2008 wurde Altrottmannsdorf als Gemeindeteil von Lichtentanne gestrichen. Kurz darauf kam Schönfels im Zuge der sächsischen Kreisreform am 1. August 2008 mit der Gemeinde Lichtentanne zum Landkreis Zwickau.

### Verwaltungszugehörigkeit
| Jahr | Verwaltungszugehörigkeit    |
| ---- | --------------------------- |
| 1445 | Pflege Zwickau              |
| 1606 | Amt Zwickau                 |
| 1764 | Amt Zwickau                 |
| 1816 | Amt Zwickau mit Wildenfels  |
| 1843 | Amt Zwickau                 |
| 1856 | Gerichtsamt Zwickau         |
| 1875 | Amtshauptmannschaft Zwickau |
| 1952 | Kreis Zwickau-Land          |
| 1994 | Landkreis Zwickauer Land    |
| 2008 | Landkreis Zwickau           |

### Entwicklung der Einwohnerzahl
| Jahr | Einwohnerzahl                     | Bebauung                                                      |
| ---- | --------------------------------- | ------------------------------------------------------------- |
| 1551 | 43 besessene(r) Mann, 18 Inwohner |                                                               |
| 1600 | 300                               |                                                               |
| 1670 |                                   | 48 Bauerngüter, 3 Mieteinheiten                               |
| 1750 | 500                               | 100 Häuser                                                    |
| 1764 | 43 besessene(r) Mann, 9 Häusler   | 7¼ Hufen je 24 Scheffel (AltScheffel), 2½ Hufen (NeuScheffel) |
| 1827 |                                   | 113 Häuser                                                    |
| 1834 | 790                               |                                                               |
| 1840 | 850                               | 134 Häuser, 30 Mieteinheiten                                  |
| 1852 | 928                               |                                                               |
| 1871 | 1310                              |                                                               |
| 1890 | 1357                              |                                                               |
| 1900 | 1357                              |                                                               |
| 1910 | 1463                              |                                                               |
| 1925 | 1414                              |                                                               |
| 1928 | 1427                              |                                                               |
| 1939 | 1459                              |                                                               |
| 1946 | 1564                              |                                                               |
| 1950 | 1780                              |                                                               |
| 1954 | 1610                              |                                                               |
| 1964 | 1642                              |                                                               |
| 1990 | 1202                              |                                                               |
| 2001 | 1369                              |                                                               |
| 2011 | 1160                              | 365 Wohngebäude                                               |
| 2016 | 1298                              |                                                               |

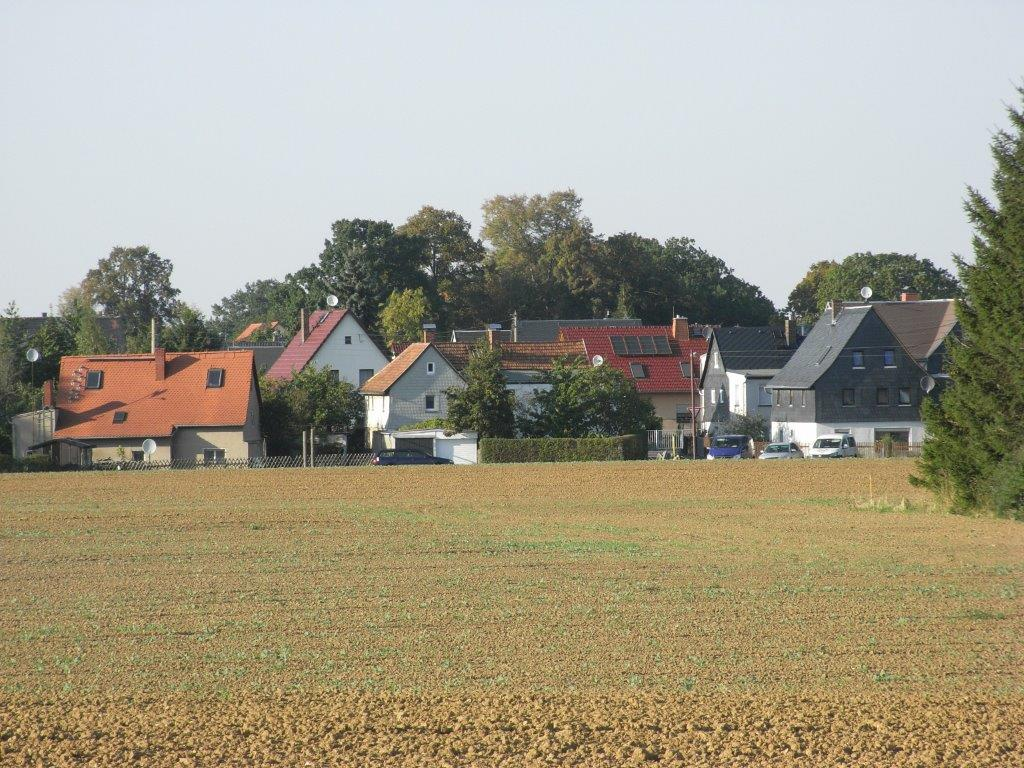
Ortsteil Neuschönfels

Der Altersdurchschnitt der Bevölkerung betrug im Jahr 2011 zum Zensus 47,9 Jahre.

## Politik

### Ortschaftsrat
Seit der Ortschaftsratswahl am 26. Mai 2019 verteilen sich die 6 Sitze des Ortschaftsrates folgendermaßen auf die einzelnen Gruppierungen (in Klammer die Veränderungen zu 2014):
- CDU: 4 Sitze (−1)
- FW: 1 Sitz (+1)
- LINKE: 1 Sitz (±0)

Gewählt wurden (in alphabetischer Reihenfolge):
- Glaubitz, Stev
- Loos, Denis
- Müller, Falk (Ortsvorsteher)[26]
- Stiller, Denny
- Vogel, Andreas
- Volkmer, Jens

### Bürgermeister
Schönfels hatte bis zur Eingemeindung nach Lichtentanne am 1. Januar 1996 einen eigenen Gemeinderat und einen Bürgermeister. Letzter Bürgermeister bis zum 31. Dezember 1995 war Johannes Konitzer (CDU).

## Verkehr

### Straßen

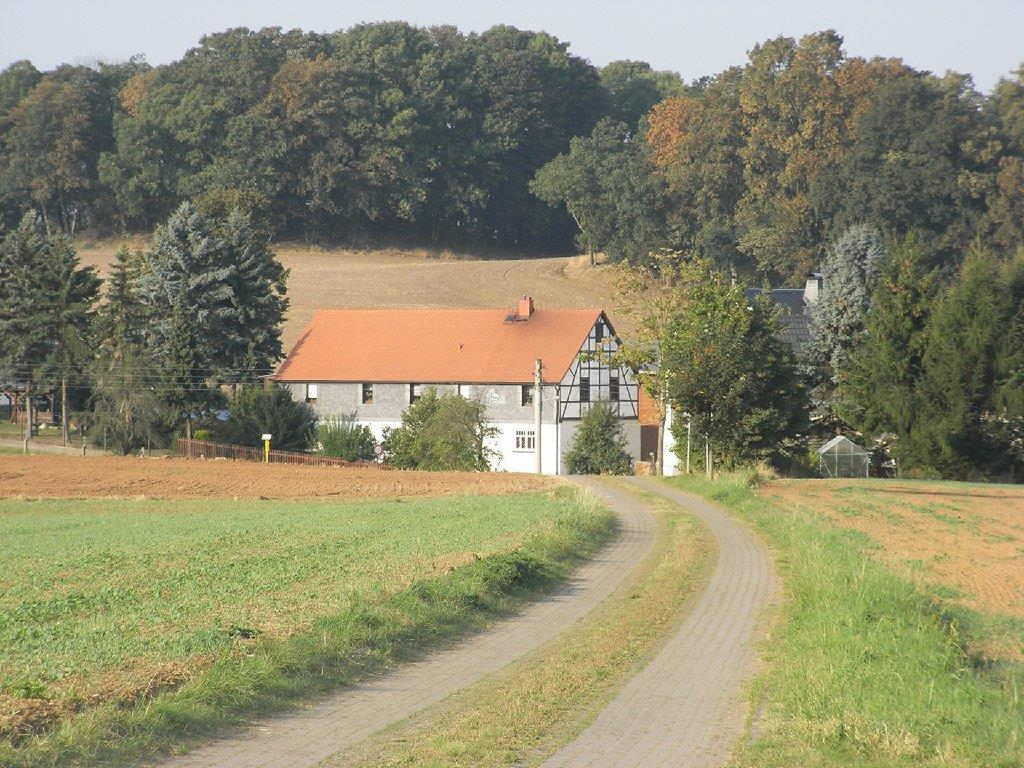
Weg von Neuschönfels nach Altrottmannsdorf

Durch Schönfels verläuft die Bundesstraße . In östlicher Richtung gelangt man nach 10 km nach Zwickau und in westlicher Richtung in gleicher Entfernung nach Reichenbach im Vogtland. Über die Staatsstraße S 282a erreicht man nach 3 km den Nachbarort Ebersbrunn und in 5 km die Anschlussstelle Zwickau-West der Bundesautobahn . Die Kreisstraße K9351 führt zum Nachbarort Thanhof, und die K9304 kommt vom Nachbarort Stenn und zweigt im Ortsteil Altrottmannsdorf nach Gospersgrün ab.
Schönfels liegt an der Linie 181 des Regionalverkehrs Westsachsen von Zwickau nach Reichenbach. Es gibt mehrere Bushaltestellen im Ort:
- Schönfels, Abzw Am Liebberg
- Schönfels, Abzw Werdau
- Schönfels, Anger
- Schönfels, Abzw Gemeindeverwaltung
- Schönfels, Altrottmannsdorf[27]

Liste der Straßennamen von Schönfels:
| Straße              | Beschreibung |
| ------------------- | --- |
| Altrottmannsdorf    | Dorfstraße im Ortsteil Altrottmannsdorf. Diese kreuzt dort die und führt über den Promilleweg nach Neuschönfels.                                                 |
| Am Burgblick        | Führt in der Verlängerung der Zwickauer Straße durch die Anfang des 21. Jahrhunderts neu entstandene gleichnamige Eigenheimsiedlung bis zur Voigtsgrüner Straße. |
| Burgstraße          | Führt vom Parkplatz an der Zwickauer Straße zur Burg. |
| Am Gondelteich      | Führt von der Senke der zum namensgebenden Gondelteich. |
| Ebersbrunner Straße | Führt vom Ortszentrum aus nach Süden zum Nachbarort Ebersbrunn.                                                                                                  |
| Grundstraße         | Führt von der Senke der Zwickauer Straße weiter taleinwärts zum Plexgrund.                                                                                       |
| Hochbehälter        | Zweigt in Neuschönfels von der Voigtsgrüner Straße ab und führt auf einen Berg mit einem Hochbehälter.                                                           |
| Kirchberg           | Benannt nach der Lage auf dem Berg mit der Kirche. |
| Kirchsteig          | War früher der Fußweg von Neuschönfels zur Kirche. |
| Mittelstraße        | Verbindet die Ebersbrunner mit der Voigtsgrüner Straße. Geht östlich in den Schafberg und westlich in den Promilleweg nach Altrottmannsdorf über.                |
| Neubauernsiedlung   | Die Straße führt westlich außerhalb des Ortes zu den nach dem Zweiten Weltkrieg entstandenen Neubauernhäusern.                                                   |
| Neumarker Straße    | Die Straße entspricht dem Verlauf der durch den Ort. |
| Schafberg           | Zwei kurze Stichstraßen südöstlich der Neumarker Straße führen auf den namensgebenden Berg.                                                                      |
| Schloßberg          | Führt vom Ortszentrum in Verlängerung der Ebersbrunner Straße zur Burg.                                                                                          |
| Schulberg           | Benannt nach der Lage auf dem Berg mit der ehemaligen Schule. |
| Siedlerstraße       | Die von Eigenheimen geprägte Straße führt zum Schloss und Rittergut Neuschönfels.                                                                                |
| Sperlingsberg       | Zwei sehr steile Straßen die aus der Senke der Zwickauer Straße heraus zur Siedlerstraße führen.                                                                 |
| Stenner Straße      | Führt vom Ortszentrum aus nach Osten zum Nachbarort Stenn. |
| Straße der Einheit  | Die Straße führt zum Gewerbepark auf dem Areal der ehemaligen LPG.                                                                                               |
| Querstraße          | Querverbindung von der Zwickauer zur Stenner Straße. |
| Voigtsgrüner Straße | Führt durch den Ortsteil Neuschönfels von der zur S 282a nach Voigtsgrün (Hirschfeld).                                                                           |
| Zum Liebberg        | Beginnend an der Stenner Straße quert diese die Zwickauer Straße und führt dann nach Norden zum Nachbarort Thanhof.                                              |
| Zwickauer Straße    | Entspricht dem Verlauf der Ortsdurchfahrt vor dem Neubau der Ortsumgehung der ehemaligen Reichsstraße 2 (Abkürzung: R 2) in den 1930er Jahren.                   |

### Rad- und Wanderwege

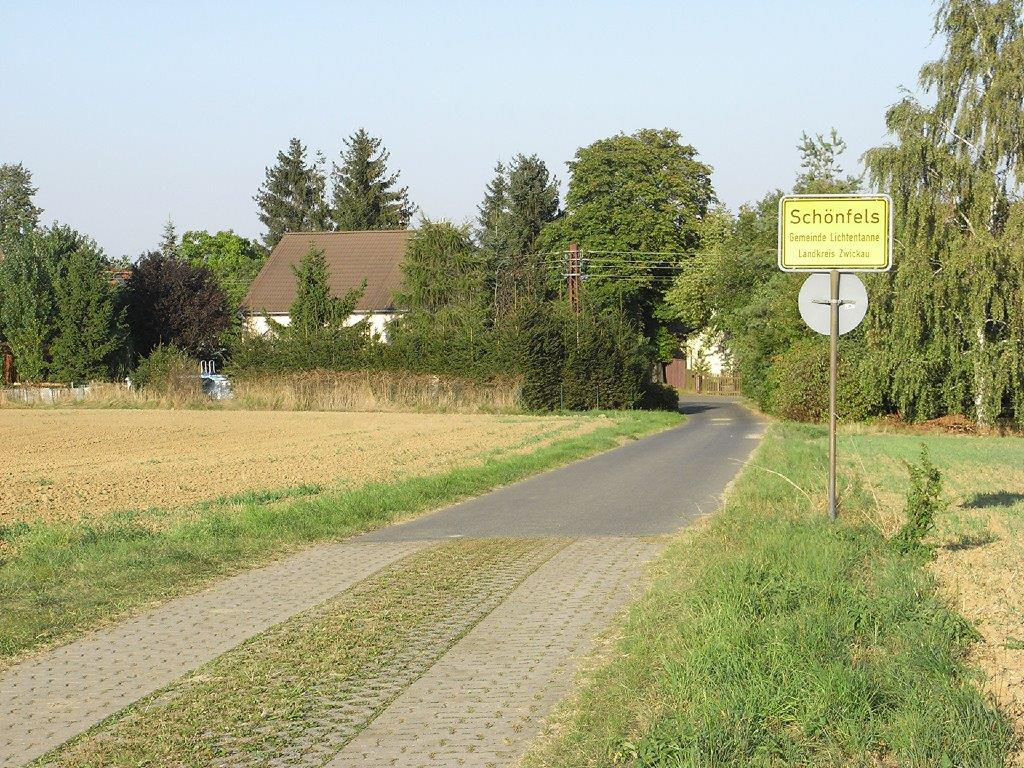
Weg von Altrottmannsdorf nach Neuschönfels

Schönfels liegt auf der Route des Pilgerpfades Nr. 13 der Jakobswege in Deutschland von Stettin nach Hof (Saale). Im Ort führt dieser von Lichtentanne auf dem Rußbuttensteig kommend, kurz über die Straße Zum Liebberg und dann auf einem Wirtschaftsweg zum Zwirnteich. Von dort geht es durch die Gartenanlage hinauf zur Burg und dann über die Bräugasse hinunter ins Ortszentrum. Entlang der Zwickauer Straße und der Grundstraße gelangt man zum Plexgrund. Hier biegt der Weg noch vor dem Talmühlteich links ab bergan nach Gospersgrün.
Weitere Wanderwege führen nach Norden durch den Plexgrund zum Zwirnteich und nach Thanhof. In Richtung Süden gibt es Wanderwege von Altrottmannsdorf und Neuschönfels durch den Schönfelser Wald nach Ebersbrunn und Hauptmannsgrün.
Schönfels liegt auf der Route des Radfernweges Berlin – Regensburg. Der Abschnitt Werdau – Cheb führt von Norden kommend auf den Straßen Zum Liebberg und Zwickauer Straße bis zur Ebersbrunner Straße. Am Ortsende Richtung Süden ist parallel zur S 282a ein eigener Radweg angelegt, welcher teilweise die alte, zurückgebaute Waldstraße nutzt. Dieser führt bergan nach Ebersbrunn.

### Bahn
In drei Kilometern Entfernung, in nordöstlicher Richtung, befindet sich der Bahnhof Lichtentanne an der Bahnstrecke Dresden–Werdau, die von der Linie S 5 der S-Bahn Mitteldeutschland betrieben wird. Es verkehren stündlich S-Bahnen nach Leipzig – mit Anschluss an den Fernverkehr in Werdau und Leipzig – und darüber hinaus bis zum Flughafen Leipzig/Halle und in der Gegenrichtung bis Zwickau mit Anschluss nach Chemnitz und Dresden.
In östlicher Richtung, ebenfalls drei Kilometer entfernt, ist der Haltepunkt Stenn an der Bahnstrecke Zwickau–Falkenstein. Dieser wird von der Linie 'RB 1' der Vogtlandbahn bedient und bietet Anbindung ins Vogtland nach Schöneck und Klingenthal sowie darüber hinaus bis Kraslice. In der Gegenrichtung gelangt man zum Hauptbahnhof Zwickau und zur Endstelle in der Zwickauer Innenstadt.

### Flugverkehr
Die nächsten Flughäfen mit regulärem Flugbetrieb sind der Flughafen Leipzig/Halle 120 km nördlich, der Flughafen Dresden 130 km östlich sowie der Flughafen Erfurt-Weimar 140 km westlich von Schönfels.

## Sehenswürdigkeiten

### Burg Altschönfels
Die oberhalb des Ortes auf einem Berg erbaute mittelalterliche Burg ist sehr gut erhalten. Burg Schönfels beherbergt ein Museum und eine Gaststätte. Vom Turm der Burg ergibt sich ein sehr schöner Rundblick über die angrenzenden Gebiete.

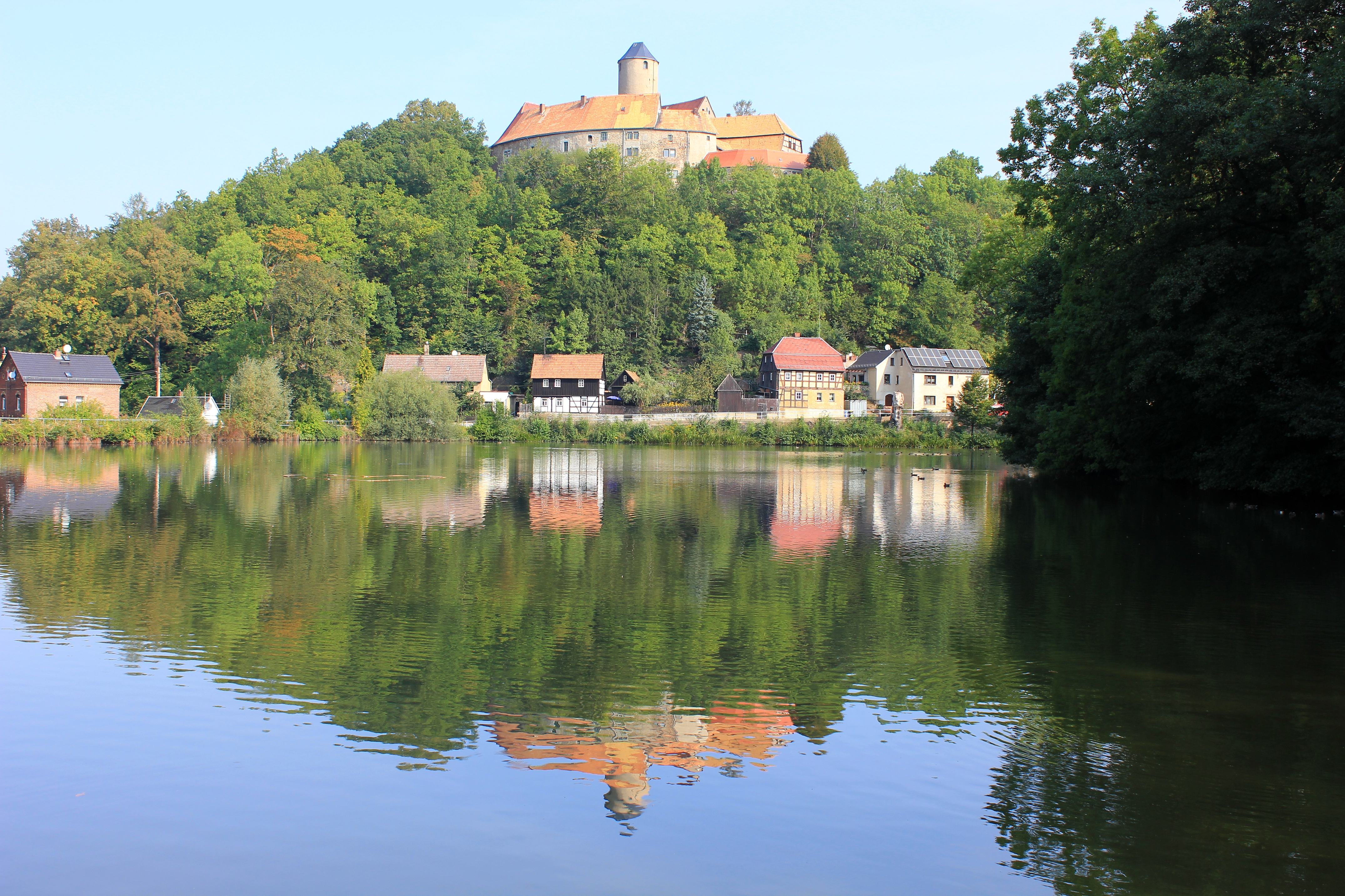
Blick vom Gondelteich
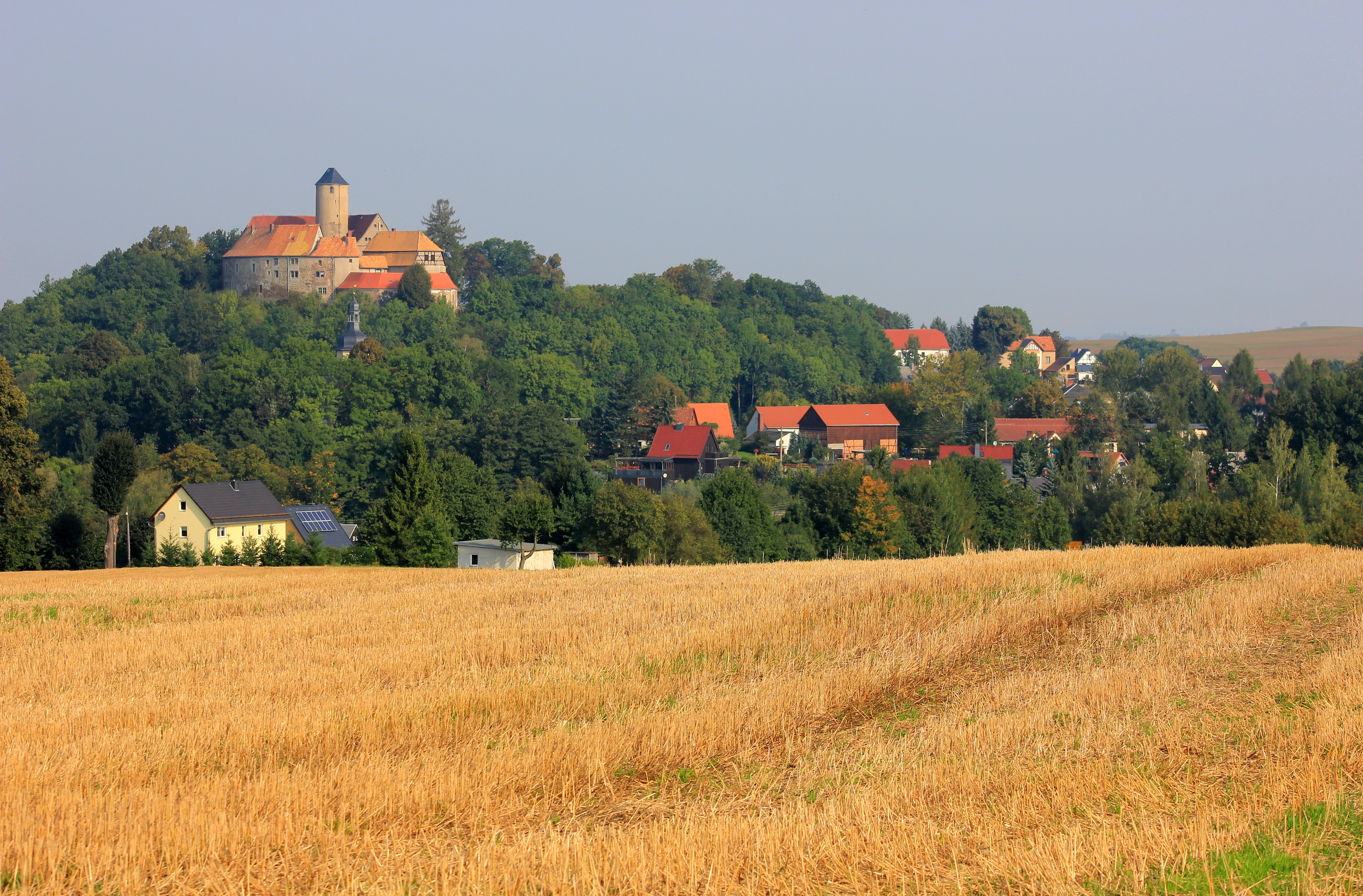
Blick von Süden
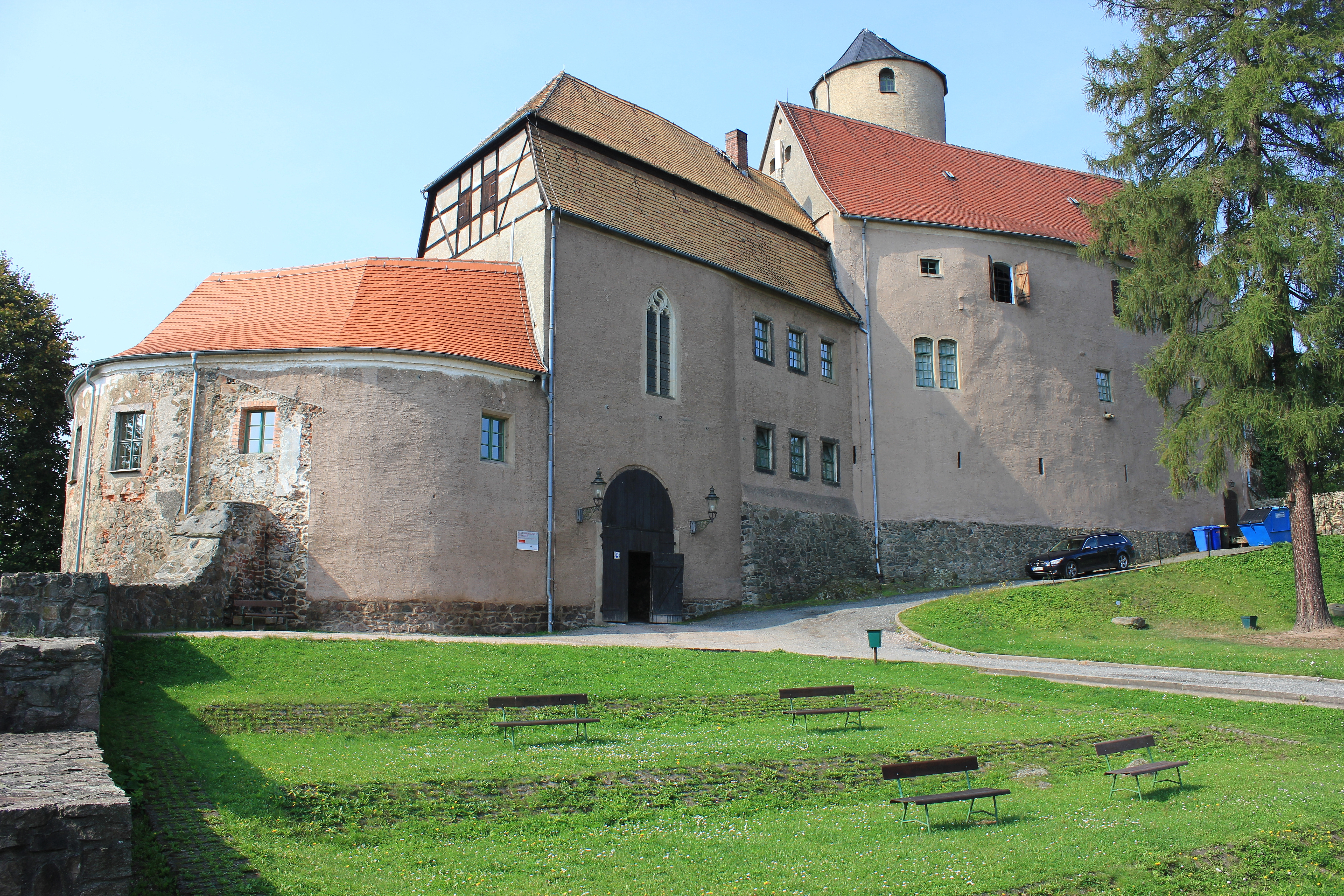
Außenhof
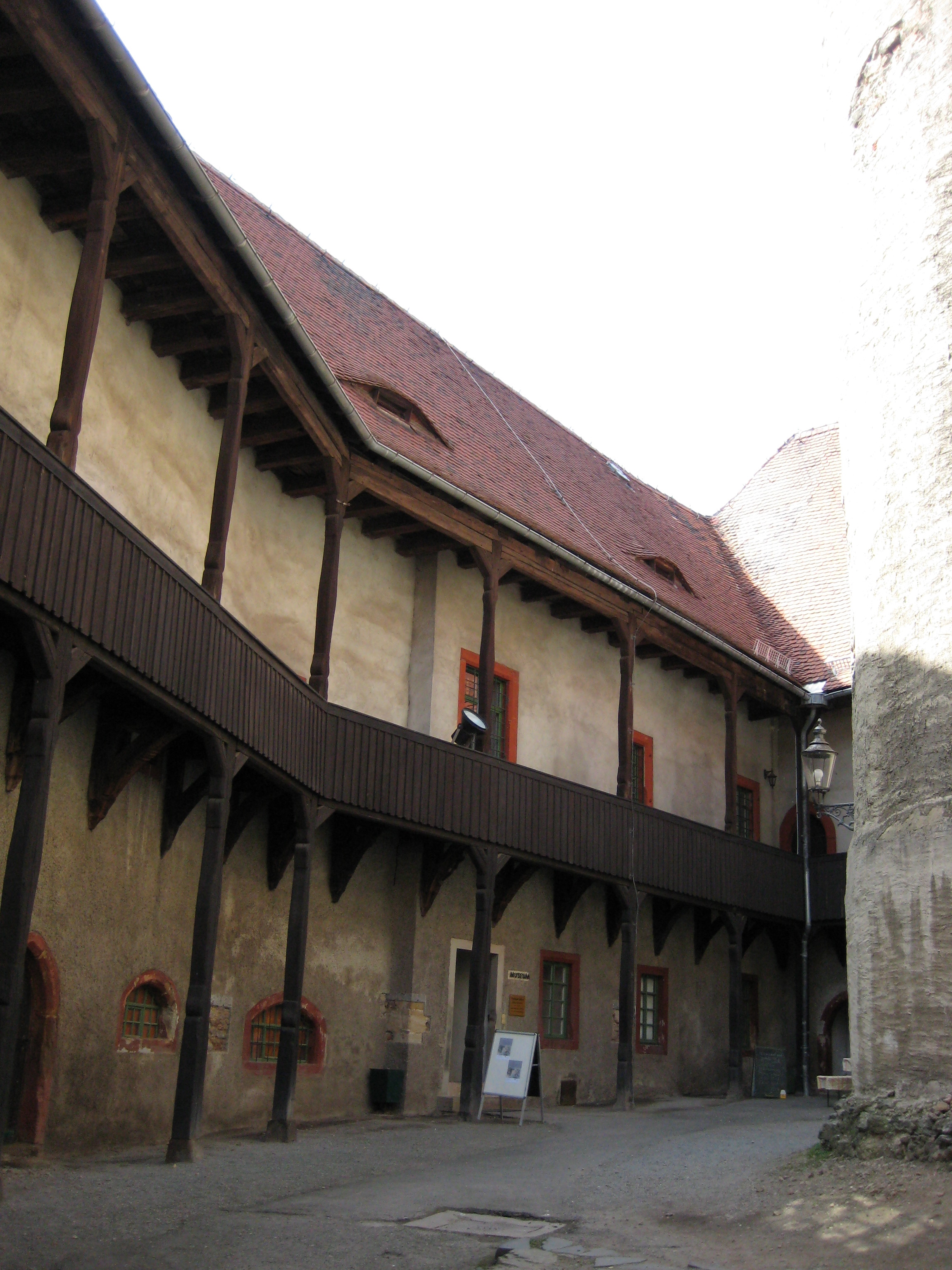
Innenhof
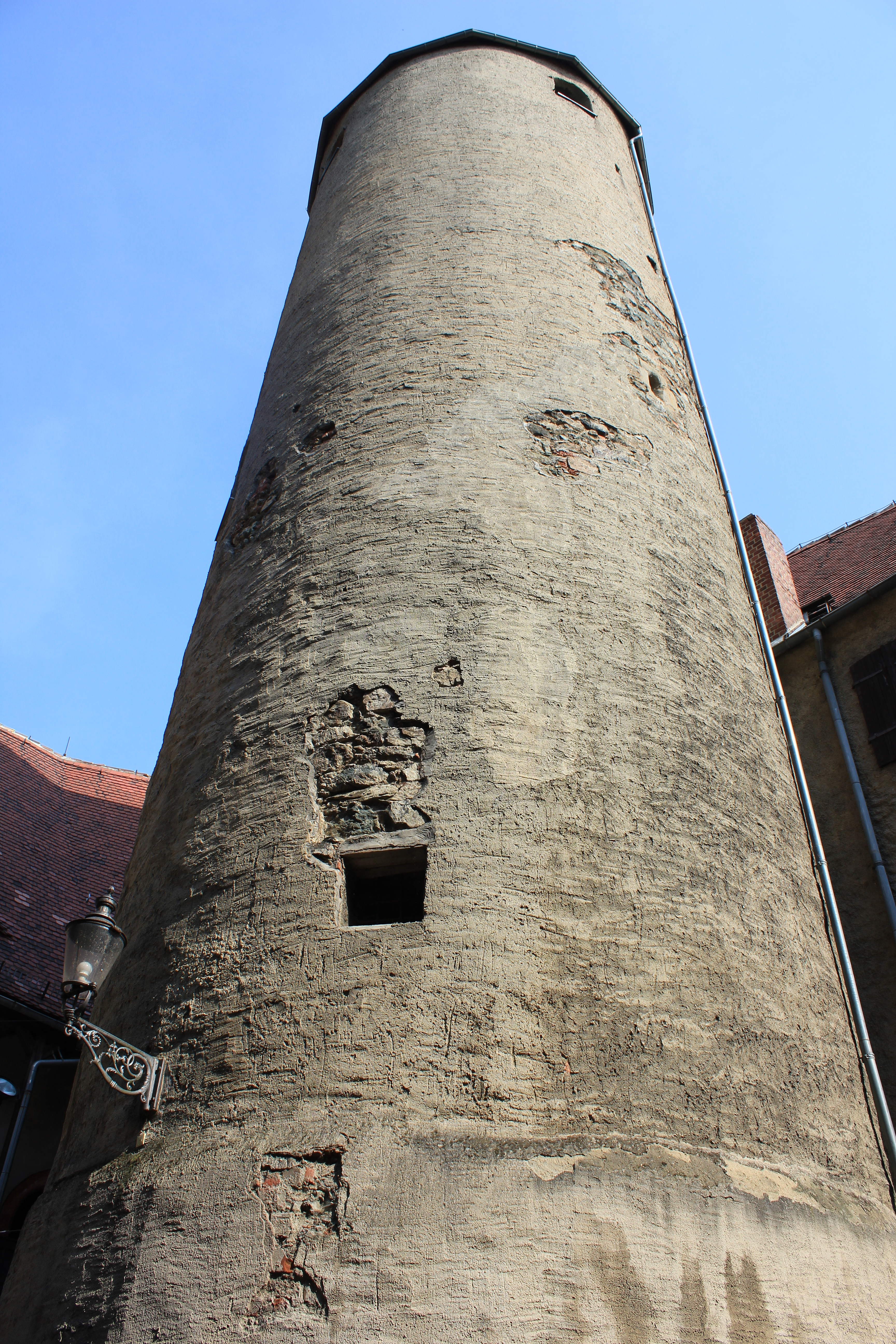
Der Turm

### Schloss Neuschönfels
Nach der Aufteilung der Ländereien 1548 durch die Gebrüder Weißbach entstand 1550 das Rittergut Neuschönfels.
Der Eingang ist bewehrt durch zwei niedrige einfache Rundbauten mit Schießscharten als Brückenkopf. Die südwestliche Ecke ziert ein reicher, nur in Teilen erhaltener Runderker mit den Schmuckformen der Frührenaissance, welche sich während der gleichen Zeit in Dresden unter Herzog Georg dem Bärtigen am Georgentor entwickelten. Im Innern sind sandsteinerne, gegliederte Türgewände und Holzdecken aus gleicher Zeit erhalten.
Das ehemalige Herrenhaus wurde in der DDR als Kindergarten, Gemeindeamt, Sparkasse, Bücherei und Post genutzt. Derzeit wird das Schloss saniert (Stand Oktober 2021).

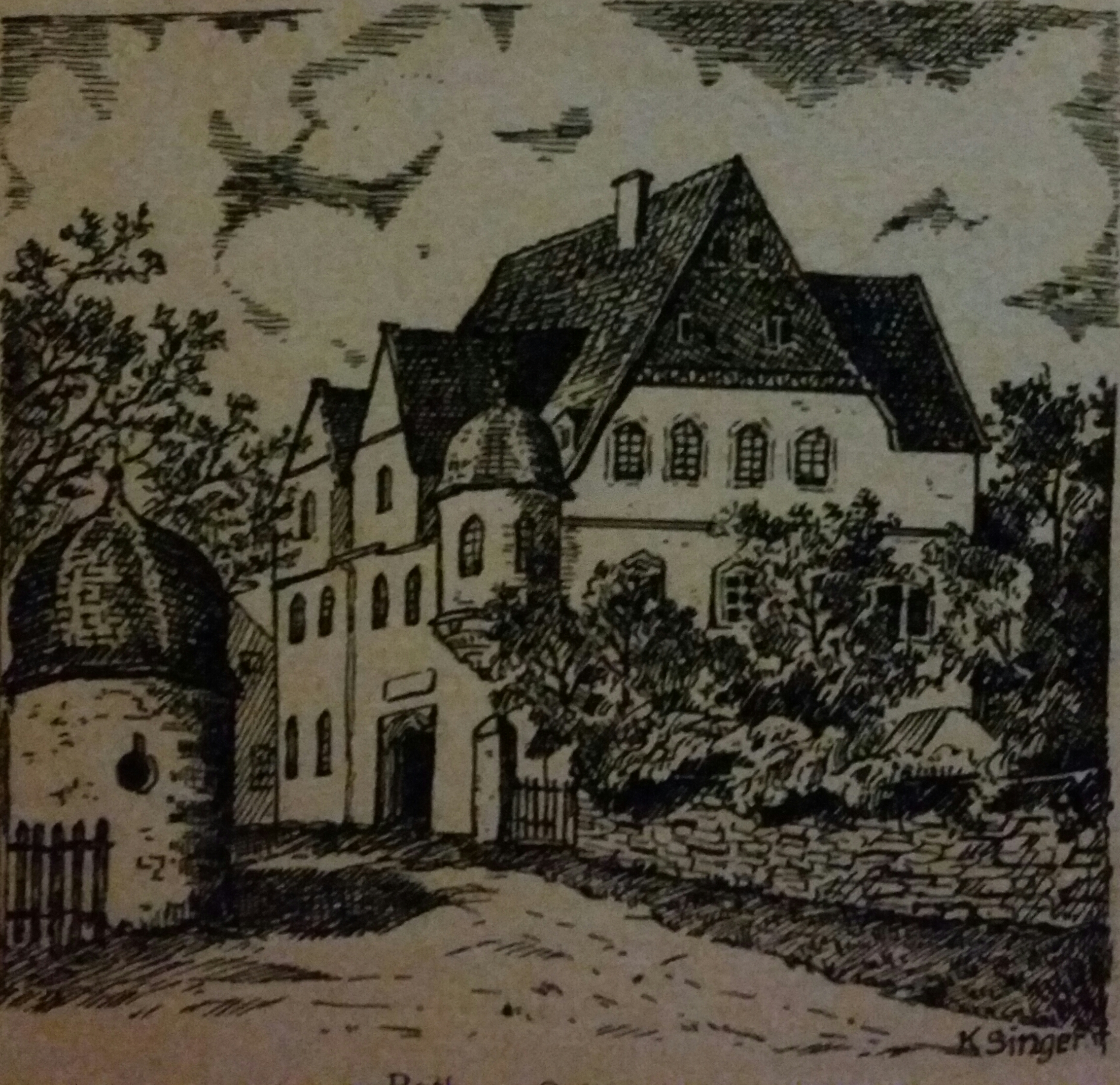
Schloss Neuschönfels
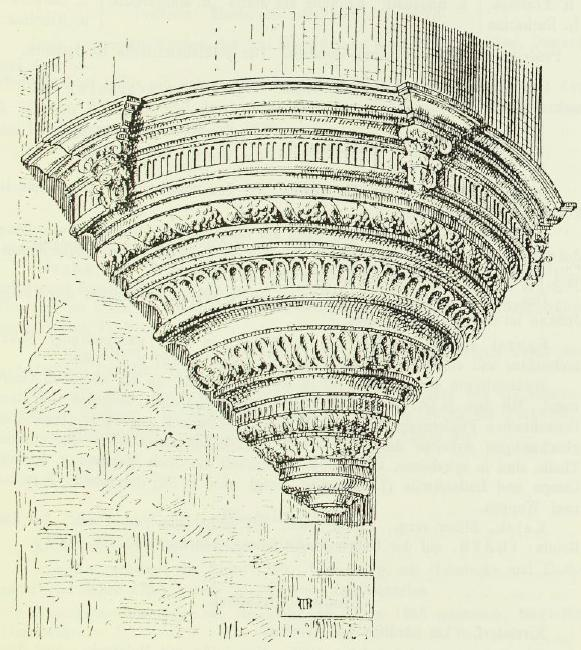
Runderker am Schloss Neuschönfels
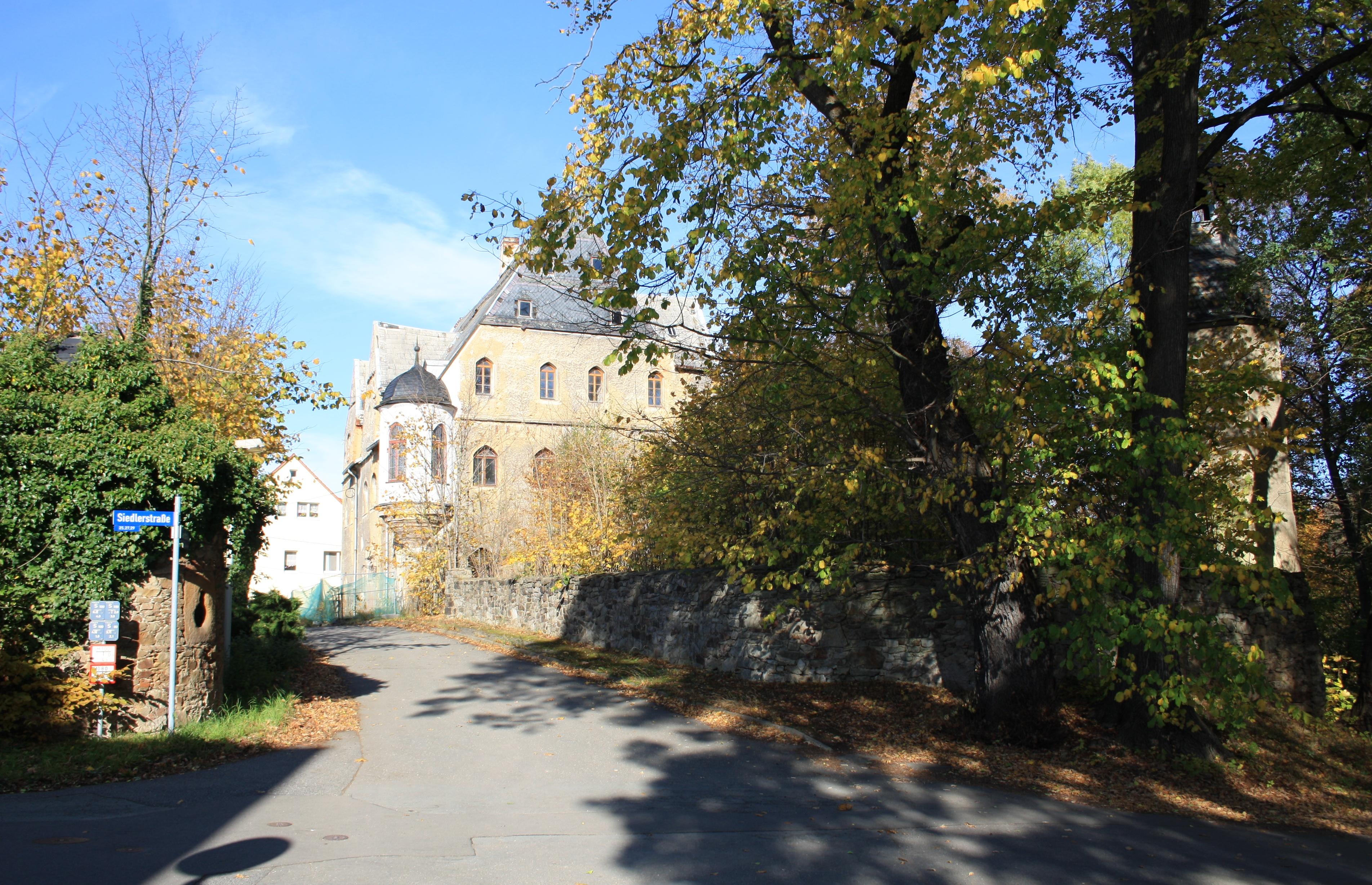
Schloss Neuschönfels im Jahr 2014

### Kirche St. Martin

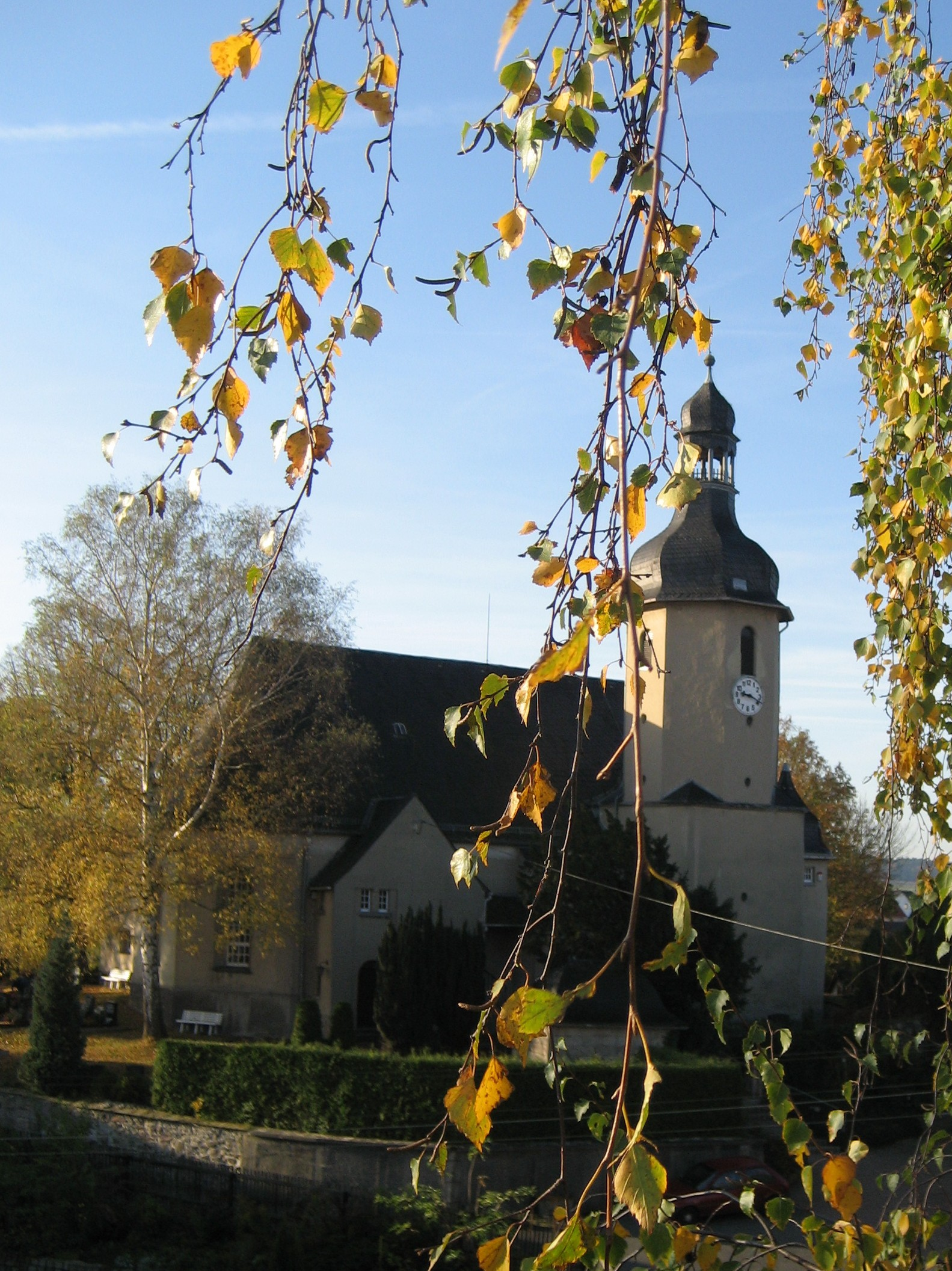
Blick zur St.-Martins-Kirche in Schönfels

Die 1628 eingeweihte Kirche befindet sich zentral im Ort auf dem Kirchberg, der dem Burgberg gegenüber liegt.
Mit der Errichtung der Burg Schönfels im 12. Jahrhundert ist wohl auch der Ort Schönfels ziemlich gleichzeitig entstanden. Es ist anzunehmen, dass auch bald mit dem Bau einer kleinen Kirche begonnen wurde. Diese erste Kirche war im Laufe der Zeit zu klein und so baufällig geworden, dass sie nicht mehr zu bessern gewesen sei.
In den Jahren 1625–1628 wurde die Kirche St. Martin gebaut, mitten im Dreißigjährigen Krieg, unter der Not der Geldentwertung und unter vielerlei Mühen (auf den Herrschaften Altschönfels und Neuschönfels saßen nur Witwen). Die Kirche, in schlichtem barockem Stil gebaut, wurde wie die vorherige dem Heiligen Martin von Tours geweiht. Seitdem ist die Kirche ohne größere bauliche Veränderungen bis auf den heutigen Tag erhalten geblieben. Die letzten Renovierungsarbeiten erfolgten 1959/60 und 1992/93 (nach Schwammsanierung des Dachstuhls). Im Jahr 2013 wurde mit Fördermitteln die Sanierung des Kirchturms durchgeführt.

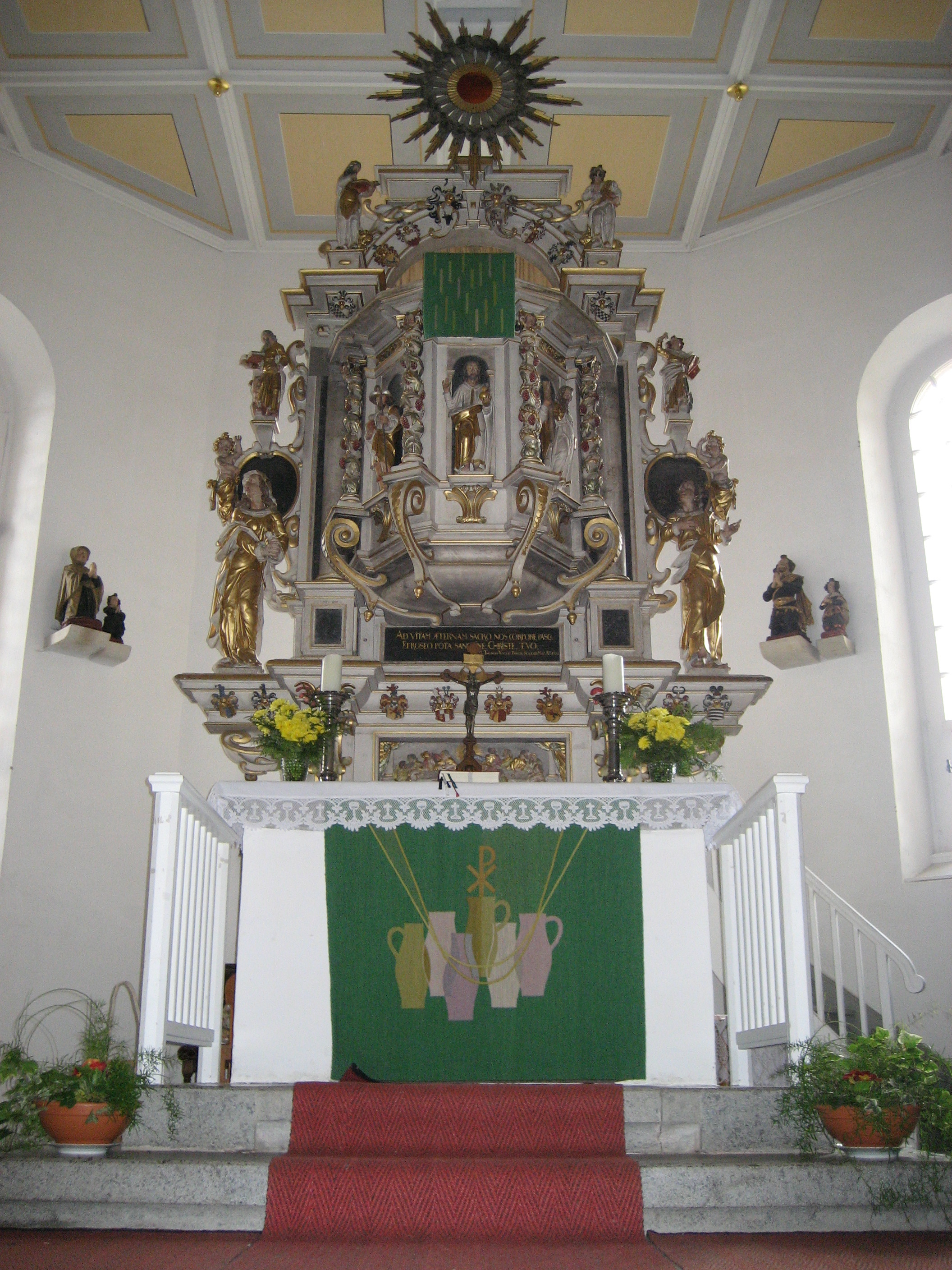
Altar in der Kirche St. Martin zu Schönfels

Der Kanzelaltar, gestiftet 1625 von Margarete von Weißenbach, hat toskanischen Säulenaufbau mit Knorpelornamentik. Der Kanzelkorb ist erst 1839 eingefügt worden. Ursprünglich war im Mittelfeld ein Kruzifix mit den anbetenden Stifterfiguren, die jetzt an der Wand links und rechts des Altars angebracht sind.
Die weiteren Figuren sind:
- Maria und Jünger Johannes
- links und rechts der Kanzel die 4 Evangelisten (Matthäus, Markus, Lukas und Johannes)
- am Kanzelkorb in der Mitte Jesus mit der Weltkugel,
- davon nach links Philippus und Petrus und nach rechts Andreas und Jakobus.

Unter und über der Kanzel die 16 Ahnenwappen des Weißenbach’schen Geschlechts.
Der St. Martinsaltar rechts im Altarraum ist ein spätgotischer Flügelaltar. Auf den Innenseiten der Flügel: Anna selbdritt und Andreas und auf den Außenseiten die Apostel Petrus und Paulus. Außerdem existiert noch eine Madonna im Strahlenkranz, rechts an der Wand. Beides wurde aus der vorherigen Kirche übernommen.
Über dem Martinsaltar befindet sich ein Marmorepitaph, gewidmet von Georg Heinrich von Bärenstein (gestorben 1734).
An den Wänden des Altarraumes sind drei Grabdenkmäler der Familie von Milkau eingelassen, Hiob von Milkau mit seinen 2 Söhnen, die alle 1618 „an der roten Ruhr“ verstarben.
Die Orgel gegenüber dem Altar ist ein Werk der Firma Schmeißer aus Rochlitz, erbaut 1914. Sie hat 19 klingende Register mit 1107 Pfeifen auf zwei Manualen und Pedal. Bei der Überholung der Orgel 1971 wurde zusätzlich ein Zimbelstern eingebaut.
Der Taufstein ist 1913 in die Kirche gekommen. Der ursprüngliche, sicher barocke, Taufstein ist verloren gegangen.
Wie bei vielen anderen Kirchen, ging auch das Schönfelser Bronzegeläut während des Ersten Weltkrieges bis auf eine Glocke verloren. Dafür wurde 1921 ein Stahlgussgeläut der Firma Schilling aus Apolda eingebaut. Im Jahr 2007 konnte nach einer kompletten Erneuerung des Glockenstuhles wieder ein Bronzegeläut in Betrieb genommen werden. Gestiftet wurden diese drei Glocken, die in der Kunst- und Glockengießerei Lauchhammer hergestellt wurden, von Fred Oettel (einem in Florida lebenden und inzwischen verstorbenen Werdauer mit Vorfahren auch in Schönfels).
Die Schönfelser Kirche besitzt seit 1913 eine elektrische Bankheizung, die auch heute noch funktionstüchtig ist. So kann auch in den Wintermonaten der Gottesdienst in der Kirche gehalten werden.

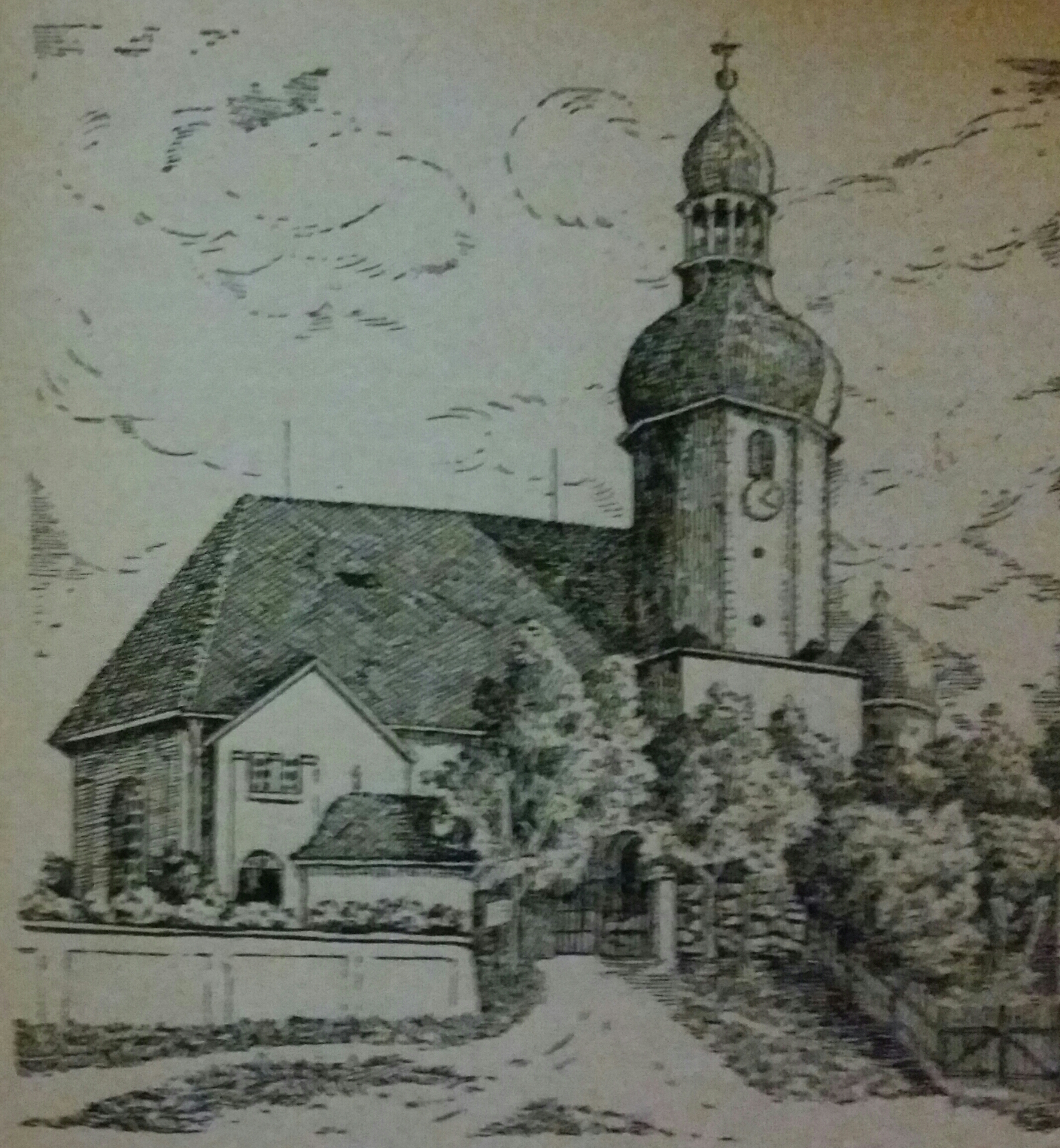
Kirche St. Martin in Schönfels
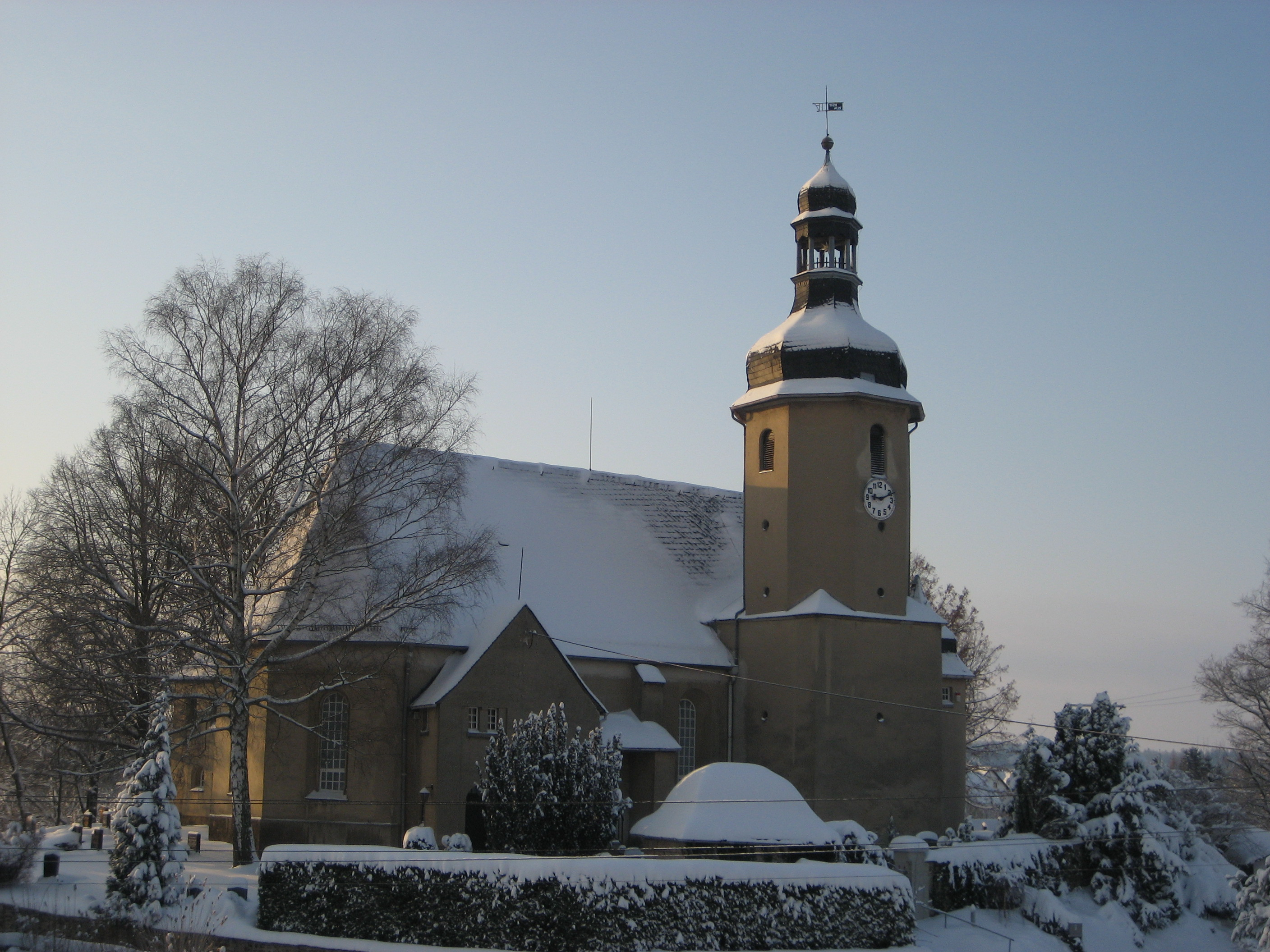
Blick zur St.-Martins-Kirche in Schönfels im Winter

### Postmeilensäule
An der Ecke Neumarker Straße () / Zwickauer Straße befindet sich der Rest einer kursächsischen Ganzmeilensäule von 1731 vom Postkurs Dresden – Hof, die ursprünglich auf halbem Weg Richtung Altrottmannsdorf stand. Sie wurde 1939 im Garten des Unterdörfel’schen Hauses gefunden und von der Gemeinde zunächst an der Abzweigung der Stenner Straße, dann im sogenannten Dreieck nahe der heutigen Position aufgestellt und das fehlende Oberteil durch eine kleine Abdeckung ersetzt. 2017 erfolgte die Restaurierung, originalgetreue Ergänzung und Ausrichtung der Säule am bisherigen Standort.

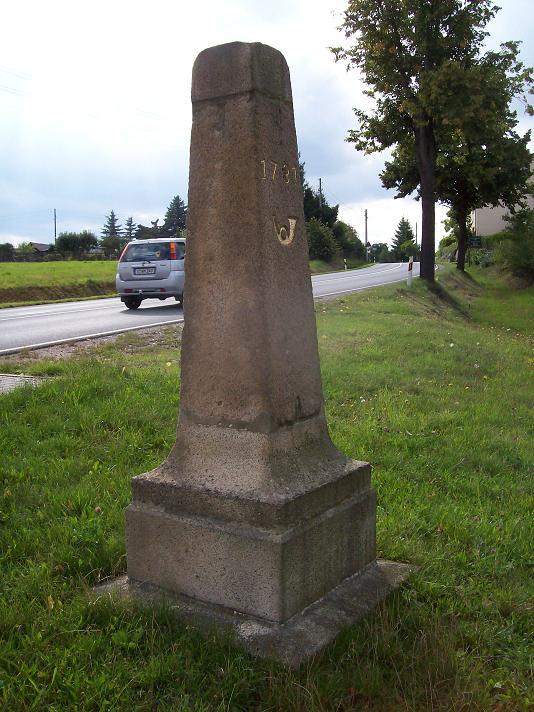
Rest der Ganzmeilensäule in Schönfels vor der Restaurierung
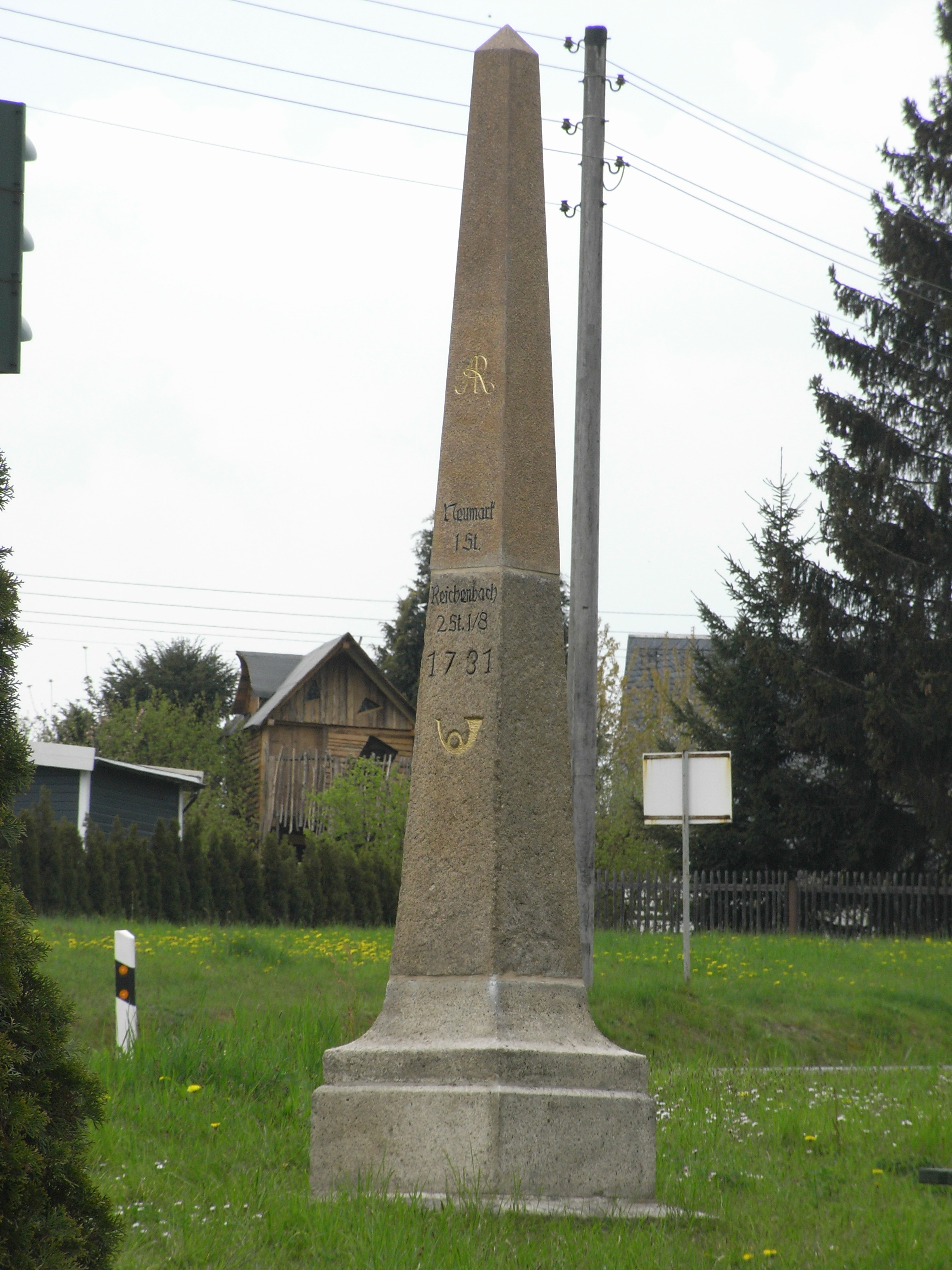
Originalgetreu restaurierte Ganzmeilensäule in Schönfels im April 2017

### Burgstall Wasserburg (Schönfels)
Im Plexgrund nordwestlich von Schönfels befindet sich der Burgstall der Turmhügelburg Schönfels, einer ehemaligen Wasserburg.

## Wirtschaft
Von wirtschaftlicher Bedeutung für den Ort sind vor allem Land- und Forstwirtschaft; auch Gastronomie und Tourismus spielen eine Rolle.
Auf dem Gelände der ehemaligen LPG haben sich die WECK+POLLER Spedition GmbH und die ERLOS GmbH (u. a. Recycling von Lithium-Ionen-Akkus) angesiedelt.

## Vereine

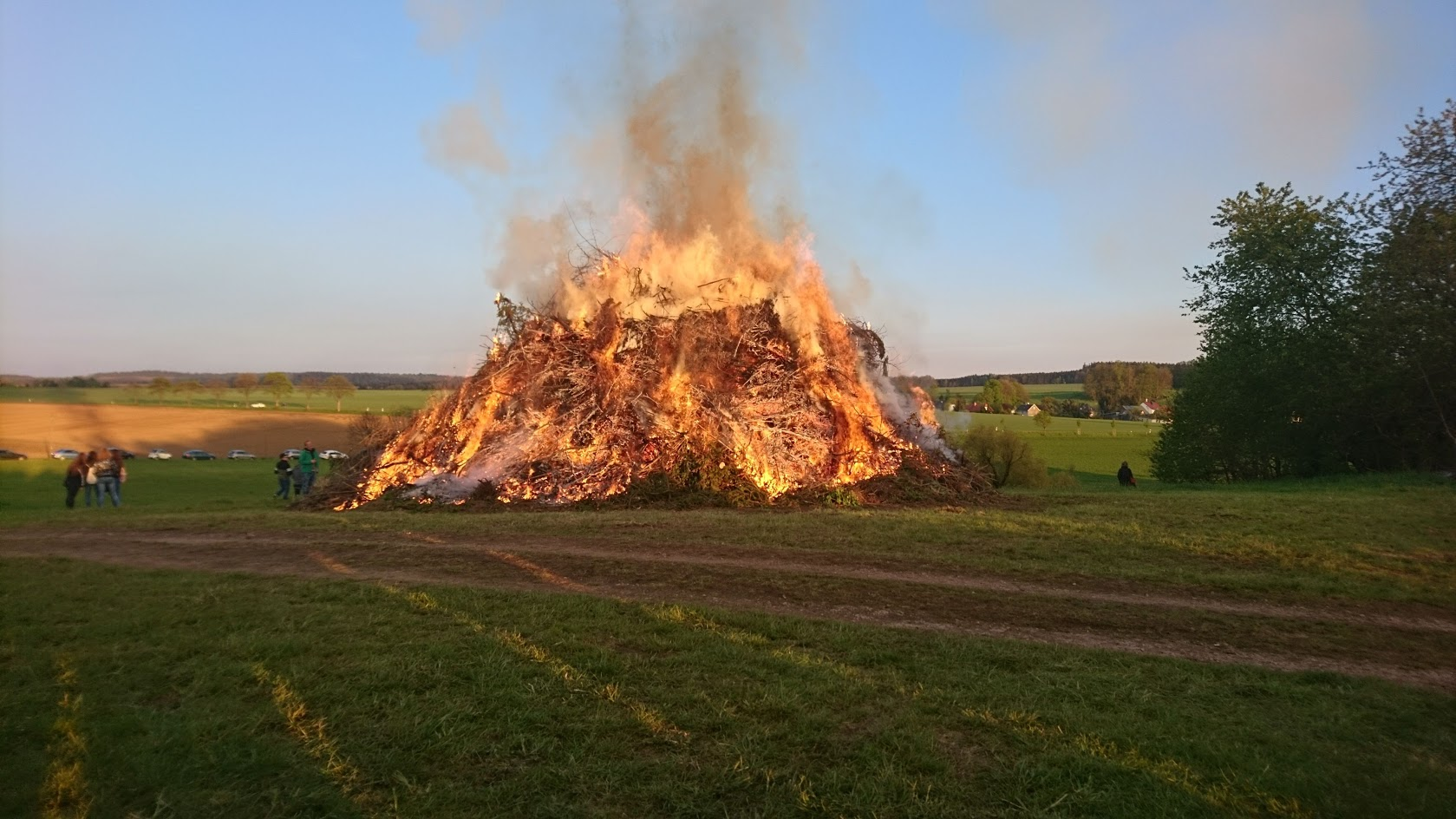
Höhenfeuer zwischen Schönfels und Altrottmannsdorf zu Walpurgis 2019

Aktuell (2019) gibt es im Ort folgende Vereine:
- Feuerwehrverein Schönfels 1997 e. V.: Jährlich werden ein Walpurgisfeuer und ein Sommerfest organisiert.
- Förderverein Burg Schönfels e. V.: Unterstützt das jährliche Musikfestival UNIKUM www.unikum-musikfestival.de.
- Klöppelzirkel Schönfels
- SG 48 Schönfels e. V.

Historische Vereine:
- Arbeiter-Radfahrer-Verein (1905–1933)
- Geflügelzüchterverein Schönfels e. V.

### Sport
Die Ursprünge des Schönfelser Sports liegen bereits im 19. Jahrhundert. 1880 wurde der Turnverein Concordia gegründet. Vereinslokal war das Schützenhaus Döhler in Neuschönfels. Zirka 40 Jahre später, 1920/21, wurde ein Arbeiterturnverein gegründet. Ihr Vereinslokal war zunächst der Gasthof zum Löwen in Altschönfels. Die Vereinsmitglieder legten 1930 den Sportplatz im Plexgrund an und errichteten das Turnerheim. Im Jahr 1933 wurde der Arbeiter-Turn- und Sportbund verboten. Der Reichsarbeitsdienst übernahm das Turnerheim und Concordia den Sportplatz.
Am 3. November 1948 gründeten 38 Männer die Sportgemeinschaft Schönfels. Der Fußball dominierte, daneben wurde auch Turnen und Tischtennis betrieben. Die Gemeinde übergab am 4. Februar 1949 den Sportplatz und das Sportlerheim der SG Schönfels. Eine dazu angefertigte Urkunde ist auf den 1. Mai datiert. Seitdem ist die SG 48 Schönfels (zwischenzeitlich BSG Traktor Schönfels) eine konstante Größe im Fußball im Kreis Zwickau. In den Jahren 1963 und 1966 wurden die Schönfelser Kreismeister, der Kreispokal wurde insgesamt 6 mal gewonnen.
Neben dem Fußball gehörten und gehören auch andere Sportarten dazu: Tischtennis, Schach, Radfahren, Frauenturnen, Gymnastik, Rhönradturnen, Aerobic, Kegeln und Volleyball.
In den 1970er und 1980er Jahren gab es eine Freundschaft – verbunden mit regelmäßigen Besuchen – zwischen der SG 48 Schönfels und dem TJ Sokol Pěnčín aus der damaligen Tschechoslowakei. Nach dem Ende der DDR wurden diese Besuche auf familiärer Basis noch bis mindestens 2017 fortgeführt.
Seit 2017 findet im Plexgrund jährlich das Valencia-Fußballcamp für Nachwuchsspieler mit Trainern vom FC Valencia aus Spanien statt.

#### Ehemalige Spieler
- Siegfried Tröger, Lok Zwickau (Bezirksliga), Lok Stendal (DDR-Oberliga)
- Alfons Babik, Motor Zwickau, BSG Wismut Aue (DDR-Oberliga)
- Wolfgang Schädlich, Motor Werdau (II. DDR-Liga)
- Helmut Tröger, Motor Werdau (II. DDR-Liga)
- Julius Esslinger, Motor Werdau (II. DDR-Liga)
- Erhard Schneider, Motor Werdau (II. DDR-Liga)
- Johannes Hader, Einheit Reichenbach (Bezirksliga)
- Roland Stangenberg, Motor Zwickau, Lok Zwickau (Bezirksliga)
- Peter Hauser, BSG Sachsenring Zwickau (Nachwuchsoberliga)

#### Vorsitzende
| Von  | Bis  | Vorsitzender       |
| ---- | ---- | ------------------ |
| 1948 | 1949 | Hans Schubert      |
| 1949 | 1956 | Max Tröger         |
| 1956 | 1958 | Max Heinze         |
| 1958 | 1975 | Werner Proß        |
| 1975 | 1995 | Gottfried Schubert |
| 1995 | 1998 | Ulrich Zeuke       |
| 1998 | 2001 | Matthias Franke    |
| 2001 |      | Mario Taut         |

## Persönlichkeiten
- Georg Karl von Carlowitz (1658–1700), kursächsischer Generalmajor
- Tobias Hempel (1738–1820), Zwickauer Rechtsanwalt, Ratsherr, Stadtvogt und Bürgermeister
- Friedrich Wilhelm August Carl von Bose (1753–1809), Königlich-sächsischer Kabinettsminister, Wirklicher Geheimer Rat sowie Oberhofmarschall
- Monika Grimm (* 1940), Schlagersängerin
- Wolfram Kober (* 1950), Science-Fiction-Autor